# Брауэр, Андрис Эверт
Андрис Эверт Брауэр (род. 3 апреля 1951, Амстердам) — нидерландский математик и программист, заслуженный профессор в отставке технического университета Эйндховена. Известен как создатель расширений для rogue-подобной игры Hack которые легли в основу NetHack. Также известен как хакер ядра Linux.

## Биография
Брауэр родился в Амстердаме, там же обучался в гимназии и получил степень магистра математики в Амстердамской университете в 1971 году. В 1976 году он получил степень доктора философии по математике в Врийском университете с диссертацией под названием «Древовидные пространства и связанные с ними топологические пространства» под руководством Мартена Мориса и Питера Баайена, которые в свою очередь, были учениками Йоханнеса де Гроота. В 2004 году Брауэр получил степень почетного доктора Ольборгского университета.
После окончания университета Брауэр начал свою академическую карьеру в Математическом центре, позже в центре математики и информатики. С 1986 по 2012 год он был профессором технического университета Эйндховена.

## Работа
Исследовательские интересы Брауэра включают несколько разделов дискретной математики, в частности теорию графов, конечную геометрию и теорию кодирования.
Он опубликовал десятки работ по теории графов и другим областям комбинаторики, многие из них в сотрудничестве с другими исследователями. В число его соавторов входя по меньшей мере 9 соавторов Пал Эрдёша, что дает ему второй номер Эрдёша.

### Hack
В декабре 1984 года, работая в центре математики и информатики, он сделал первый публичный выпуск Hack на Usenet. Hack был реализацией Rogue, первоначально написанной в 1982 году, но Брауэр сильно изменил и расширил её. В период с декабря 1984 г. По июль 1985 г. он распространил в общей сложности четыре версии Hack.
Исходный код был выпущен как бесплатное программное обеспечение, и он широко копировался, воспроизводился, и был перенесен на несколько компьютерных платформ. Когда Майк Стефенсон собрал большую команду разработчиков через Usenet для создания расширенной версии в 1987 году, включающей изменения из многих производных Hack, они выразили уважение пожеланиям Брауэра, переименовав свою игру в Nethack, поскольку Брауэр думал «… со временем выпустить новую собственную версию».

### Ядро Linux
Брауэр также принимал участие в разработке Unix-подобных компьютерных операционных систем на основе ядра Linux. Ранее он был сопровождающим программы man pager и сопровождающим проекта man-страниц Linux (с 1995 по 2004 год), а так же специалистом по поддержке ядра в области геометрии диска и обработки разделов.
Брауэр также является специалистом по аспектам безопасности Unix и Linux для EiPSI (Эйндховенский институт защиты систем и информации), научно-исследовательского института безопасности информации Эйндховенского технологического университета. 

## Избранные публикации
- Brouwer, Andries. Distance Regular Graphs / Andries Brouwer, Arjeh Cohen, Arnold Neumaier. — Springer-Verlag, August 1989. — ISBN 0-387-50619-5.[10]
- Brouwer, Andries. Spectra of Graphs / Andries Brouwer, Willem Haemers. — Springer, 2011-12-16. — ISBN 978-1-4614-1938-9.

## Внешние ссылки
- Страница Бауэра в университете
- Hack страница Брауэра в CWI